# Martillo de guerra

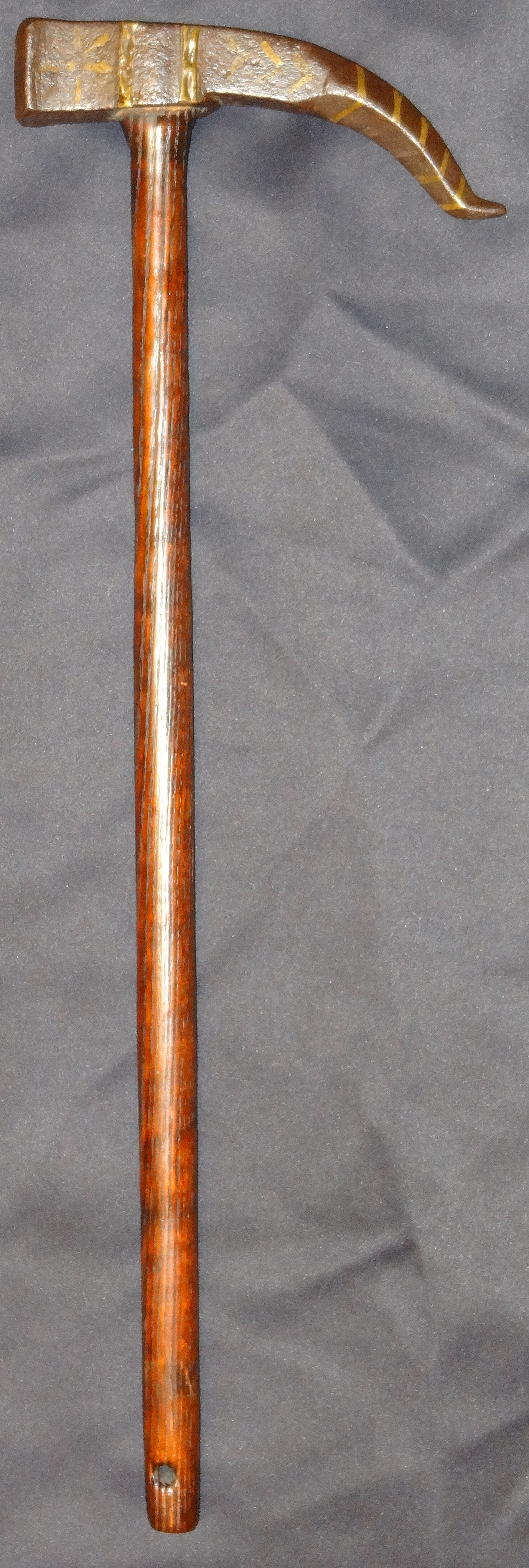
Martillo de guerra

Un martillo de guerra —mejor nombrado históricamente en castellano como martillo de armas— era un arma contundente, que el guerrero mantenía casi siempre a una mano, cuya cabeza de armas fijada a un asta o mango corto siempre se componía de una parte más roma para golpear y otra más afilada (los "petos" o "pinchos") en forma de pico para estocar.
Pensado para el combate cuerpo a cuerpo, su diseño se asemeja al de un martillo y, al igual que este, consiste en una cabeza maciza de metal y un mango. Este último puede tener distintas longitudes, variando entre el de una alabarda y el de una maza. Es un arma que tuvo su auge en la Edad Media y se utilizaba para destruir las armaduras de los oponentes. La estrategia más común era llevar a varios soldados armados con maza o martillo y detrás de ellos infantería normal.
También se puede encontrar en algunas fuentes como "lucerna". Un tratado sobre su manejo es el titulado Flos duellatorum de Fiore dei Liberi.

## El martillo de guerra en la historia
Los martillos —o picos— militares fueron una variante de las primeras y primitivas armas contundentes de la humanidad. En el principio de los tiempos, las armas más fáciles de usar o fabricar fueron las porras, clavas y mazas. Pero a medida que el hombre aprendió de la guerra y usó armas defensivas como pieles, cueros y escudos, las armas de tajo o punzantes relegaron a las contundentes a un segundo plano.
Ya en siglos posteriores, en la época medieval, las defensas —sobre todo de arneses de placas— volvieron a popularizar armas contundentes muy especializadas como los martillos de guerra y otras subcategorías, como el Pico de Cuervo, por el poder de penetración que tenían al enfrentarse a armaduras completas de placas.
Por ello estas armas solo perduraron mientras perduró la "Armadura Blanca" o arnés de placas metálicas.

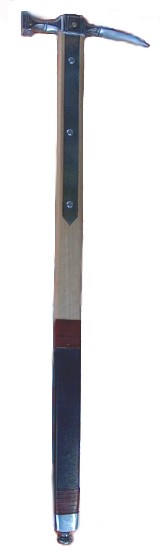
Martillo de guerra
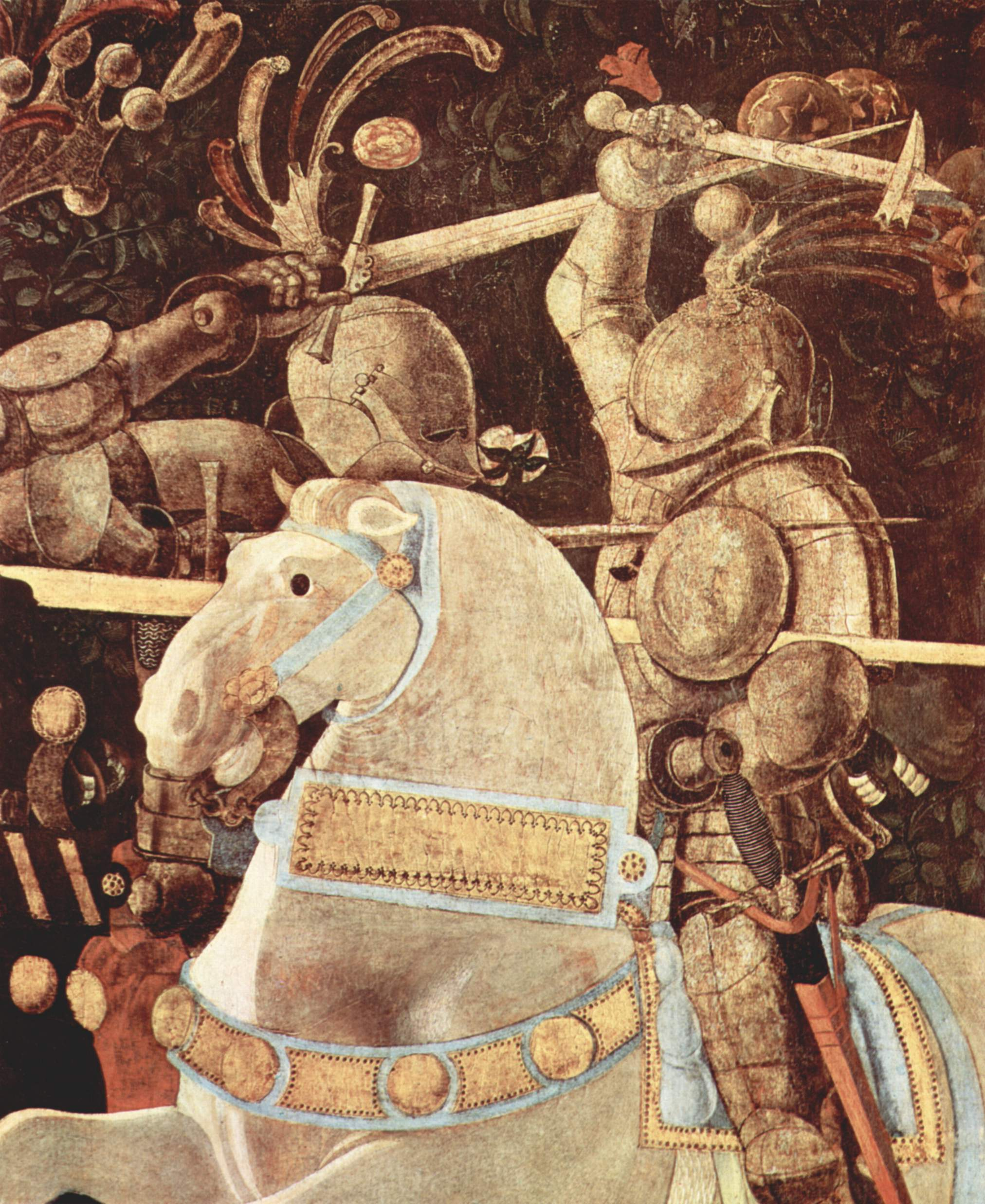
Caballero con un martillo de guerra (obra de Paolo Uccello).

## Morfología
Los martillos, mazas o picos militares eran armas "cortas" de, como máximo, el metro en contadas ocasiones. Su poder de pegada y penetración radicaban en la masa del arma, por ello siempre fueron más cortas —de menos de marca, como dirían en castellano antiguo— que espadas de armas.
Su longitud media oscilaba entre los 50 y 90 cm, por lo que su uso se basaba en estar bien armado —armadura— o bien de disponer de movilidad —a caballo—. La imagen de armas empleadas de esta guisa que no fueran sables o lanzas ha creado mucha discusión en cuanto a la efectividad de estas armas, ya que parece que estas se quedaban encajadas con facilidad al penetrar las corazas, pero con textos históricos en mano, estas armas, que servían tanto para derribar como para asestar un golpe cuasi definitivo, eran muchas veces el arma principal, no la secundaria. Por ello el "problema" de desencajar picos y martillos de corazas no pareció ser una razón para su uso o su desuso, y fueron populares entre los caballeros bien armados del medievo y posterior.